# Língua xítsua
A língua xítsua ou tsua (em xítsua, tswa ou xiTswa) é uma língua bantu sudeste, falada no sul de Moçambique que junto com a língua ronga e com o changane forma a família de idiomas tsua-ronga. Também é falada na África do Sul e no Zimbábue.
Tinha 700.000 falantes em 1980, enquanto em 2006, já possuía 1.200.000 falantes nativos.

## Dialetos
Tem vários dialetos, tais como os da família Hlengwe (Lengwe, Shilengwe, Lhengwe, Makwakwe-Khambana, Khambana-Makwakwe, Khambani), os Tshwa (Dzibi-Dzonga, Dzonga-Dzibi, Dzivi, Xidziwi), e também: Mhandla, Ndxhonge, Nhayi, Gwambe. A língua pura é falada no distrito de Massinga em Inhambane.

## Geografia
O tsua é falada mais particularmente em áreas rurais a oeste de Inhambane (695.000 falantes). O maior grupo dialectal, Hlengwe, se estende para oeste para o sul do Zimbábue. Outros dialetos, como Dzivi, Mhandla e Nwanat se encontram ao sul de Hlengwe. Os dialetos Ndxhonge e Gwambe ficam entre as terras dos Dzivi e Chopi.
Estimativas dizem que mais de um milhão de pessoas da Etnia BaTswa, não todos, é claro, falantes da língua tsua. Muitos moçambicanos e também o Censo oficial consideram os BaTswa como “changanas”, embora esse termo inicialmente se referia apenas aos tsongas.
É inteligível com o ronga e com o tsonga. Existem em tsua um Dicionário, uma Gramática. Uma Bíblia foi traduzida entre 1910 e 1955.

## Alfabeto
O tsua usa uma versão do Alfabeto latino que já for a usado pela língua tsonga. Baseia-se em parte no que foi implementado por colonizadores portugueses e também por missionários Metodistas da região. Uma transliteração do alfabeto tsua para o inglês foi feita pelo britânico J. A. Persson, o qual consolidou a forma definitiva desse alfabeto:
Como se vê abaixo, essa versão não apresenta as letras F" e "Q" (essa últimas para termos vindos do Zulu), porém apresenta um outro N com ponto superior (algo como ñ do espanhol), mais outros S e Z com acento circunflexo.
| Aa | [a]               |
| Bb | [β]               |
| Bb | [b]               |
| Cc | [t∫]              |
| Dd | [d]               |
| Ee | [ɛ]/[e]           |
| Gg | [g]               |
| Hh | [h]/[ɦ], aspirado |
| Ii | [i]               |
| Jj | [dʒ]              |
| Kk | [k]               |
| Ll | [l]               |
| Mm | [m]               |
| Nn | [n]               |
| Ṅṅ | [ŋ]               |
| Oo | [ɔ]/[o]           |
| Pp | [p]               |
| Rr | [r]               |
| Ss | [s]               |
| Ŝŝ | [ʂ]               |
| Tt | [t]               |
| Uu | [u]               |
| Vv | [v]               |
| Ww | [w]               |
| Xx | [∫]               |
| Yy | [j]               |
| Zz | [z]               |
| Ẑẑ | [ʐ]               |

A letra 'q' é usada por vezes em palavras oriundas do ‘’Zulu’’, sendo assim pronunciada de modos variados, sendo que os “cliques” não nativos do tsua. Há diversos sons compostos, incluindo laterais fricativos.
Como nas demais línguas bantus, as sílabas terminam em vogais ou em consoantes nasais. Os tons são muito importantes, embora não sejam indicados graficamente.

## Gramática
O tsua, sendo uma das línguas bantus, apresenta sistemas similares para as classes de substantivos e para as formas verbais, sendo facilmente identificáveis para os falantes das línguas bantus ao longo do leste e do sul da África.

### Sistema de classes
Em lugar dos gêneros gramaticais há oito classes para os substantives, as quais têm funções mais complexas. Cada substantivo se inicia com prefixo da classe, conforme se segue:
| Número da Classe | Singular | Plural | Usos                                                                   |
| ---------------- | -------- | ------ | ---------------------------------------------------------------------- |
| 1                | ma-      | ba-    | pessoas (pricipalmente)                                                |
| 2                | mu-      | mi-    | objetos impessoais                                                     |
| 3                | gi-      | ma-    | objetos impessoais, frutas principalmente                              |
| 4                | xi-      | ẑi-    | ferramentas, ambientes, idiomas, diminutivos, defeitos, subst. verbais |
| 5                | yi-      | ti-    | principalmente animais                                                 |
| 6                | li-      | ti-    | qualidades mentais, estados mentais, subst. verbais                    |
| 7                | wu-      | -      | abstratos                                                              |
| 8                | ku       | -      | infinitivos                                                            |

## Sistema verbal
Os verbos tsua variam com “status” (afirmativo / negativo), modo (indicativo / potencial), aspecto, tempo, número, pessoa. Classe..
As três pessoas tradicionais (M, F, N) usadas nas línguas bantus são aplicadas e as primeira e segunda pessoas do plural são sempre inclusivas. A indicação da classe em tsonga e ronga é feita por palavra separada. Fora isso os paradigmas são conforme segue:
Afirmativo
Indicativo:
Presente
Presente contínuo
Passado
Passado contínuo
Perfeito
Mais que perfeito
Futuro
Future perfeito
Potencial:
Presente
Passado
Perfeitot
Negativo
Indicativo:
Presente
Passado
Passado contínuo
Perfeito
Mais que perfeito
Futuro
Futuro perfeito
Potencial:
Presente
Passado
Perfeito

## Características peculiares
- Não havendo subjuntivo em tsua, como em tsonga e ronga não há substituição do 'a' no fim de um verbo por um 'e' como nas demais línguas bantus da região, exceto quando essas mudanças forem usadas para indicar imperativo em oração subordinada.
- A classe 'xi-', diferentemente dos similares equivalentes de outras línguas mais próximas, usa o 'isi-' da língua angune como um diminutivo enfático. Em xona há uma classe similar para isso, o 'ci-', porém sem o mesmo sentido de ênfase.